# بيسة (زنجبار)
البيسة (Pysa) هي عملة زنجبارية ضُربت في عامي 1299 هجري (1882) و1304 هجري (1887). وجوه هذه العملات لها نقش على شكل ميزانين. اسم "بيسة" مشتق من وحدة العملة "بيسة، Pice". غالبًا ما تظهر العملة AH1299 1 بيسة في مجموعات العملات القديمة، لكن عملة AH1304 نادرًا ما تظهر. سُكت العملة AH1299 في دار سك العملة الملكية البلجيكية، بروكسل، بلجيكا بينما سُكت العملة AH1304 في دار سك العملة في هيتون، برمنغهام، إنجلترا.
تم إصدار هذه العملات بتكليف من السلطان برغش بن سعيد بن سلطان الذي كان، على ما يبدو، منزعجًا من كتابة اسمه بشكل غير صحيح على العملات المعدنية باسم "السلطان سعيد بن برغش بن سلطان". وترافقه عبارة "حفظه الله". لاحظ أنه حتى أحد الأحرف اللغة العربية كُتب بشكل غير صحيح: حرف "فاء" في "حفظه" مكتوب بنقطة تحتية (نسخة مغاربية) بدلاً من النقطة الفوقية كما هو الحال في الكتابة العربية الفصحى.

## أنظر أيضا
- ريال زنجباري

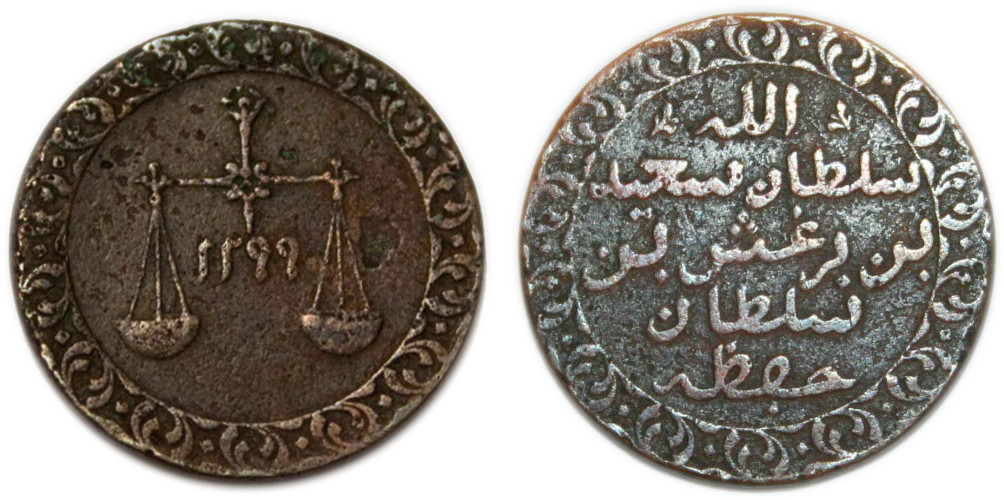
عملة بيسة زنجبارية ضربت عام 1299 هـ (1882 م))